# 암스테르담
암스테르담(Amsterdam, 영어:  /æmstərdæm/, UK also 영어:  /æmstərˈdæm/ 듣기 (도움말·정보))은 네덜란드의 수도이자 최대 도시이다. 그러나 행정의 중심지는 암스테르담으로부터 남서쪽으로 약 50 킬로미터 떨어진 헤이그에 있다. 원래 한적한 마을이었다가, 12세기경 암스텔강 하구에 둑을 쌓아 도시가 건설되었는데, 암스테르담이라는 지명은 여기에서 유래되었다. 16세기에는 무역항으로 유럽 굴지의 도시로 발전하였다. 지금은 네덜란드 최대의 도시이자 경제, 문화, 산업, 교통의 중심 도시로 성장했다.
암스테르담 중앙역 건물은 도쿄역을 지을 당시 모델이 되기도 했다. 관광 및 운하로 유명하며, 마약 합법화와 홍등가로 유명한 환락의 도시이다. 이 도시는 자전거를 타는 사람들이 유난히 많은 것으로 알려져 있다. 2008년 1월 1일 현재 인구는 136만명에 이르고 있다.
예술가로 활동한 렘브란트와 빈센트 반 고흐, 철학자 바뤼흐 스피노자, 홀로코스트에 희생된 안네 프랑크 등이 암스테르담에 거주했다.

## 역사
"암스테르담"이라는 이름이 사용되었다는 기록 중 가장 초기의 것은 1275년 10월 27일의 것이다. 그 기록은 암스텔강을 가로지르는 댐과 다리를 건설한 주민들이 홀란드의 플로리스 5세로부터 기존에 내던 다리 사용세를 면제받았다는 내용을 담고 있고, 그 내용을 적으면서 암스테르담이라는 이름이 사용되었다. 그 면제 증명서는 주민들을 "암스테르담에 가까이 사는 사람들"이라고 기록했다. 1327년 무렵에는 이름이 "아엠스테르담"(Aemsterdam)으로 변화하였다. 암스테르담의 창립 시점을 네이메헌, 로테르담, 위트레흐트 같은 훨씬 더 오래된 네덜란드 도시들과 비교해보면, 그리 오래전 일이 아니다. 2008년 10월, 역사 지리학자 크리스 드 본트 (Chris de Bont)는 암스테르담을 둘러 싼 땅이 10세기 후반 매립되었을 것이라고 주장했다. 이러한 주장이 반드시 그 때부터 주민이 암스테르담에 살았다는 것을 뜻하지는 않는다. 그 땅의 매립이 농사를 위한 것이 아니었을 수도 있으며, 아마도 연료로서 이용된, 토탄을 얻기 위한 것이었을지도 모른다.

## 인구
| 연도 | 인구   | ±% p.a. |
| ---- | ------ | ------- |
| 1300 | 1,000  | —       |
| 1400 | 4,700  | +1.56%  |
| 1514 | 11,000 | +0.75%  |

| 연도 | 인구   | ±% p.a. |
| ---- | ------ | ------- |
| 1546 | 13,200 | +0.57%  |
| 1557 | 22,200 | +4.84%  |
| 1564 | 30,900 | +4.84%  |

| 연도 | 인구    | ±%     |
| ---- | ------- | ------ |
| 1590 | 41,362  | —      |
| 1600 | 59,551  | +44.0% |
| 1610 | 82,742  | +38.9% |
| 1620 | 106,500 | +28.7% |
| 1630 | 135,439 | +27.2% |
| 1640 | 162,388 | +19.9% |
| 1650 | 176,873 | +8.9%  |
| 1660 | 192,767 | +9.0%  |
| 1670 | 206,188 | +7.0%  |
| 1680 | 219,098 | +6.3%  |
| 1690 | 224,393 | +2.4%  |
| 1700 | 235,224 | +4.8%  |
| 1710 | 239,149 | +1.7%  |
| 1720 | 241,447 | +1.0%  |
| 1730 | 239,866 | −0.7%  |
| 1740 | 237,582 | −1.0%  |
| 1750 | 233,952 | −1.5%  |
| 1760 | 240,862 | +3.0%  |
| 1770 | 239,056 | −0.7%  |
| 1780 | 228,938 | −4.2%  |
| 1790 | 214,473 | −6.3%  |
| 1800 | 203,485 | −5.1%  |

| 연도 | 인구    | ±%     |
| ---- | ------- | ------ |
| 1810 | 201,347 | −1.1%  |
| 1820 | 197,831 | −1.7%  |
| 1830 | 206,383 | +4.3%  |
| 1840 | 214,367 | +3.9%  |
| 1850 | 223,700 | +4.4%  |
| 1860 | 244,050 | +9.1%  |
| 1870 | 279,221 | +14.4% |
| 1880 | 323,784 | +16.0% |
| 1890 | 417,539 | +29.0% |
| 1900 | 520,602 | +24.7% |
| 1910 | 573,983 | +10.3% |
| 1920 | 647,427 | +12.8% |
| 1930 | 757,386 | +17.0% |
| 1940 | 800,594 | +5.7%  |
| 1950 | 835,834 | +4.4%  |
| 1960 | 869,602 | +4.0%  |
| 1970 | 831,463 | −4.4%  |
| 1980 | 716,967 | −13.8% |
| 1990 | 695,221 | −3.0%  |
| 2000 | 731,289 | +5.2%  |
| 2010 | 767,773 | +5.0%  |
| 2020 | 872,380 | +13.6% |

## 기후

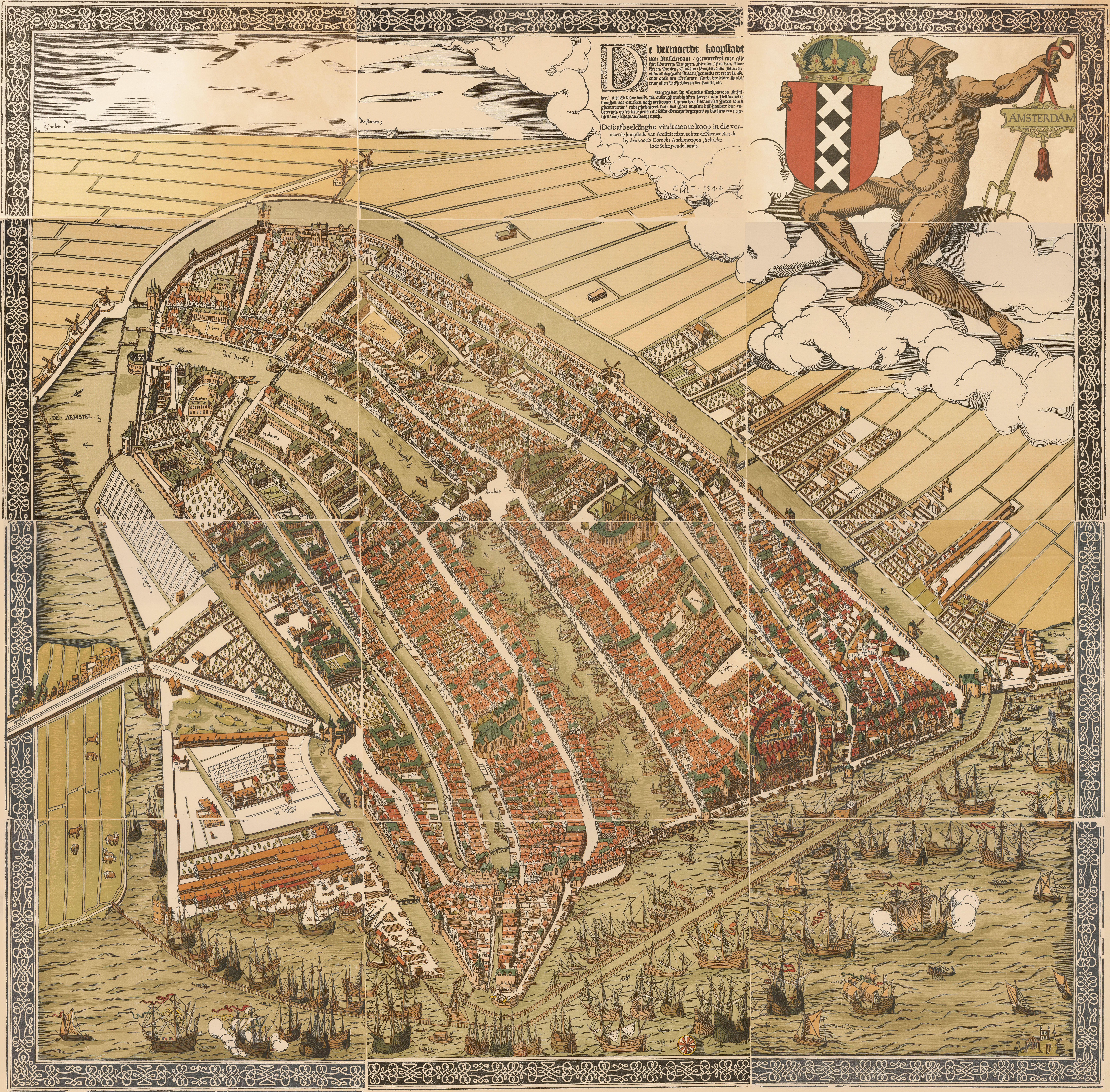
1538년 암스테르담을 묘사한 그림(1544). 유명한 암스테르담 운하는 아직 건설되지 않았다.

암스테르담의 서쪽에는 북해가 위치해 있어 북해에서 불어오는 서풍의 영향을 받아 해양성 기후가 나타난다. 암스테르담의 겨울은 열섬 현상과 바다와 접해 있는 지리적 특성 때문에 온도가 -5 °C 아래로 떨어지는 일이 거의 없어 심한 추위는 없는 편이다. 여름은 보통 온난하고 드물게 더운 날이 있다. 8월의 평균 최고기온은 22.1 °C이고, 30 °C를 넘는 날은 2~3일 정도이다. 일년중 187일 정도 눈·비가 내리고 연간 평균 915mm의 강수가 측정된다.
| 암스테르담 (암스테르담 스히폴 공항)의 기후                                  | 암스테르담 (암스테르담 스히폴 공항)의 기후 | 암스테르담 (암스테르담 스히폴 공항)의 기후 | 암스테르담 (암스테르담 스히폴 공항)의 기후 | 암스테르담 (암스테르담 스히폴 공항)의 기후 | 암스테르담 (암스테르담 스히폴 공항)의 기후 | 암스테르담 (암스테르담 스히폴 공항)의 기후 | 암스테르담 (암스테르담 스히폴 공항)의 기후 | 암스테르담 (암스테르담 스히폴 공항)의 기후 | 암스테르담 (암스테르담 스히폴 공항)의 기후 | 암스테르담 (암스테르담 스히폴 공항)의 기후 | 암스테르담 (암스테르담 스히폴 공항)의 기후 | 암스테르담 (암스테르담 스히폴 공항)의 기후 | 암스테르담 (암스테르담 스히폴 공항)의 기후 |
| 월                                                                          | 1월                                        | 2월                                        | 3월                                        | 4월                                        | 5월                                        | 6월                                        | 7월                                        | 8월                                        | 9월                                        | 10월                                       | 11월                                       | 12월                                       | 연간                                       |
| --------------------------------------------------------------------------- | ------------------------------------------ | ------------------------------------------ | ------------------------------------------ | ------------------------------------------ | ------------------------------------------ | ------------------------------------------ | ------------------------------------------ | ------------------------------------------ | ------------------------------------------ | ------------------------------------------ | ------------------------------------------ | ------------------------------------------ | ------------------------------------------ |
| 역대 최고 기온 °C (°F)                                                      | 14.0 (57.2)                                | 16.6 (61.9)                                | 24.1 (75.4)                                | 28.0 (82.4)                                | 31.5 (88.7)                                | 33.2 (91.8)                                | 36.3 (97.3)                                | 34.5 (94.1)                                | 31.0 (87.8)                                | 25.3 (77.5)                                | 18.2 (64.8)                                | 15.5 (59.9)                                | 36.3 (97.3)                                |
| 일평균 최고 기온 °C (°F)                                                    | 6.2 (43.2)                                 | 6.9 (44.4)                                 | 10.1 (50.2)                                | 14.3 (57.7)                                | 17.8 (64.0)                                | 20.3 (68.5)                                | 22.5 (72.5)                                | 22.4 (72.3)                                | 19.2 (66.6)                                | 14.7 (58.5)                                | 10.0 (50.0)                                | 6.9 (44.4)                                 | 14.3 (57.7)                                |
| 일일 평균 기온 °C (°F)                                                      | 3.8 (38.8)                                 | 4.1 (39.4)                                 | 6.5 (43.7)                                 | 9.8 (49.6)                                 | 13.3 (55.9)                                | 16.0 (60.8)                                | 18.1 (64.6)                                | 18.0 (64.4)                                | 15.1 (59.2)                                | 11.3 (52.3)                                | 7.4 (45.3)                                 | 4.6 (40.3)                                 | 10.7 (51.2)                                |
| 일평균 최저 기온 °C (°F)                                                    | 1.2 (34.2)                                 | 1.0 (33.8)                                 | 2.8 (37.0)                                 | 5.2 (41.4)                                 | 8.6 (47.5)                                 | 11.3 (52.3)                                | 13.5 (56.3)                                | 13.4 (56.1)                                | 11.0 (51.8)                                | 7.7 (45.9)                                 | 4.5 (40.1)                                 | 1.5 (34.7)                                 | 6.8 (44.3)                                 |
| 역대 최저 기온 °C (°F)                                                      | −16.3 (2.7)                                | −19.7 (−3.5)                               | −16.7 (1.9)                                | −4.7 (23.5)                                | −1.1 (30.0)                                | 2.3 (36.1)                                 | 5.0 (41.0)                                 | 5.0 (41.0)                                 | 2.0 (35.6)                                 | −3.4 (25.9)                                | −8.1 (17.4)                                | −14.8 (5.4)                                | −19.7 (−3.5)                               |
| 평균 강수량 mm (인치)                                                       | 66.5 (2.62)                                | 54.7 (2.15)                                | 51.8 (2.04)                                | 39.6 (1.56)                                | 53.9 (2.12)                                | 64.8 (2.55)                                | 82.3 (3.24)                                | 98.6 (3.88)                                | 84.4 (3.32)                                | 86.7 (3.41)                                | 85.3 (3.36)                                | 81.7 (3.22)                                | 850.3 (33.48)                              |
| 평균 강설량 cm (인치)                                                       | 4.8 (1.9)                                  | 5.3 (2.1)                                  | 2.8 (1.1)                                  | 0.2 (0.1)                                  | 0 (0)                                      | 0 (0)                                      | 0 (0)                                      | 0 (0)                                      | 0 (0)                                      | 0.1 (0.0)                                  | 0.8 (0.3)                                  | 3.9 (1.5)                                  | 17.9 (7.0)                                 |
| 평균 강수일수 (≥ 1 mm)                                                      | 12.2                                       | 10.8                                       | 9.7                                        | 8.6                                        | 8.9                                        | 9.7                                        | 10.9                                       | 11.6                                       | 10.9                                       | 12.4                                       | 13.4                                       | 14.1                                       | 133.2                                      |
| 평균 상대 습도 (%)                                                          | 87.3                                       | 84.9                                       | 81.0                                       | 75.6                                       | 74.5                                       | 76.3                                       | 77.2                                       | 78.3                                       | 81.8                                       | 84.9                                       | 88.4                                       | 88.5                                       | 81.6                                       |
| 평균 월간 일조시간                                                          | 69.0                                       | 94.3                                       | 146.0                                      | 197.7                                      | 230.7                                      | 217.2                                      | 225.4                                      | 203.5                                      | 154.2                                      | 116.9                                      | 66.8                                       | 58.2                                       | 1,779.9                                    |
| 가능 일조율                                                                 | 26.8                                       | 33.6                                       | 39.6                                       | 47.4                                       | 47.4                                       | 43.4                                       | 44.7                                       | 44.6                                       | 40.4                                       | 35.3                                       | 25.2                                       | 24.1                                       | 37.7                                       |
| 출처: 네덜란드 왕립 기상연구소 (평년값: 1991년~2020년, 극값: 1971년~2000년) |                                            |                                            |                                            |                                            |                                            |                                            |                                            |                                            |                                            |                                            |                                            |                                            |                                            |

## 도시경관과 건축

### 운하
다수의 운하가 발달되어 있으며 암스테르담 운하 시스템은 의도적인 도시 계획의 결과이다.

## 교육
공립교육기관인 암스테르담 대학교(UvA), 암스테르담 응용과학대학교(HvA)와 사립인 암스테르담 자유대학교(VU Amsterdam), 헤리트 리트펠트 아카데미(GRA)가 암스테르담에 위치해있다.

## 스포츠
암스테르담은 에레디비시 최다 우승

## 자매 도시
- 그리스 아테네
- 중화인민공화국 베이징시
- 벨기에 브뤼셀
- 이집트 카이로
- 대한민국 충청남도 논산시
- 튀르키예 이스탄불
- 우크라이나 키이우
- 덴마크 코펜하겐
- 미국 로스앤젤레스
- 니카라과 마나과
- 영국 맨체스터
- 키프로스 니코시아
- 프랑스
- 모로코 나도르

## 같이 보기
- 수도 이름순 수도 목록